# Åke Eklöf
Sven Åke Lennart  Eklöf, född 27 oktober 1945 i Örnsköldsvik, död där 14 december 2006, var en svensk ishockeyspelare och ledare samt verkställande direktör för Holmen Kraft AB.
Eklöf var Modo Hockeys ordförande från 1995 fram till sin död i december 2006. Han satt även med i Svenska ishockeyförbundets och Svenska Hockeyligans styrelser.
Under sin karriär som spelare vann han två SM-guld och ett JSM-silver. Han var den förste svenske spelaren som använde visir.
Säsongen 2006-2007 då Modo Hockey vann SM-Guld spelade laget med initialerna Å.E på sina match-tröjor. Detta på grund av att Åke Eklöf gått bort i december 2006.